# Moș Ion în Cosmos
Moș Ion în Cosmos este un film de comedie, realizat de către studioul moldovenesc „Buciumul” în anul 1992.

## Rezumatul filmului
Unui extraterestru i s-a defectat o rachetă și el a aterizat în grădina unui țăran din Moldova, care l-a pus la masă și l-a cinstit cu un pahar de vin. Ospitalitatea moldovenească l-a făcut pe extraterestru să-și schimbe părerea despre pămînteni. Sfîrșitul lumii se amînă...

## Distribuția
- Vasile Tăbîrță — moș Ion
- Elena Rîbceac – mătușa Catinca
- Gheorghe Olărescu – extraterestrul
- Ștefan Uzun – vecinul
- Larisa Strună – vecina
- Vlad Olărescu – holteiul

## Fișă tehnică
- Scenariul: Igor Grosu
- Regia: Tudor Tătaru
- Imaginea: Alexandru Vasiliev
- Scenografia: Valentin Curtu
- Muzica: Vlad Bulea

## Vezi și
- Listă de filme moldovenești